# The Making of a Newspaper
The Making of a Newspaper (titolo completo The Los Angeles Examiner; or, The Making of a Newspaper) è un cortometraggio muto del 1914. Il nome del regista non viene riportato nei credit del film, un documentario girato a Los Angeles e prodotto dalla Vitagraph.

## Produzione
Il film fu prodotto dalla Vitagraph Company of America.

## Distribuzione
Distribuito dalla General Film Company, il film - un documentario di 100 metri - uscì nelle sale cinematografiche statunitensi il 14 novembre 1914. Nelle proiezioni, veniva programmato con il sistema dello split reel, accorpato in un'unica bobina con un altro cortometraggio prodotto dalla Vitagraph, Ann, the Blacksmith.